# Blair Moody
Arthur Edson Blair Moody, född 13 februari 1902 i New Haven, Connecticut, död 20 juli 1954 i Ann Arbor, Michigan, var en amerikansk demokratisk politiker och journalist. Han representerade delstaten Michigan i USA:s senat 1951–1952.

## Utbildning och karriär
Moody utexaminerades 1922 från Brown University och arbetade sedan som lärare i historia. Han flyttade 1923 till Detroit för att arbeta som journalist. Han arbetade för The Detroit News och Barron's Financial Weekly och skrev om politiken i Washington, D.C. och om den amerikanska ekonomin. Han skrev boken Boom or Bust som utkom 1941. Moody var krigskorrespondent under andra världskriget. Han rapporterade från Italien, Afrika, Storbritannien, Mellanöstern och Iran. Efter kriget arbetade han som utrikeskorrespondent och som programledare för Meet Your Congress.

## Familj
Moodys första äktenskap slutade 1940 i skilsmässa. Sonen Blair Moody, Jr. från det första äktenskapet tjänstgjorde senare som domare i Michigans högsta domstol. Blair Moody hade ytterligare två barn från det stormiga andra äktenskapet till Ruth Moody. Han inledde en affär med senator William F. Knowlands hustru Helen och Ruth hade senare ett förhållande till Knowland som var utöver make till Helen även Blair Moodys vän.

## Valet 1954
Senator Arthur H. Vandenberg avled 1951 i ämbetet och Moody blev utnämnd till senaten fram till fyllnadsvalet följande år. Han besegrades i fyllnadsvalet av republikanen Charles E. Potter. Moody bestämde sig sedan för att kandidera i demokraternas primärval inför senatsvalet 1954. Han avled i hjärtinfarkt mitt under valkampanjen.